# Amaze Entertainment
Amaze Entertainment (dawniej KnowWonder Digital Mediaworks) – amerykański producent gier komputerowych z siedzibą w Kirkland, działajacy w latach 1996–2009. Jedna z największych niezależnych firm w branży

## Historia
KnowWonder Digital Mediaworks powstało w lipcu 1996 r. z inicjatywy Dana Elenbaasa, Todd'a Gilbertstena i skupiało się na produkcji gier edukacyjnych dla dzieci.
W maju 1999 r. zawarło długoterminową umowę na wiele tytułów z Microsoftem oraz Mattel Interactive, głównie na licencji zabawek (HotWheels, American Girl) oraz seriali (gry edukacyjne z serii Magiczny autobus, Pełzaki). W listopadzie 1999 r. nabyło ponad 20-osobowe Realtime Associates Seattle Division (przyjęło w 2001 r. nazwę Griptonite Games). Powstaje również Adrenium Games z myślą o produkcji gier na konsole nowej generacji. W lutym przeniesiono siedzibę studia w nowe miejsce znajdujące się w pobliżu siedzib Microsoftu oraz amerykańskiego oddziału Nintendo, zaś w marcu 2000 r. ogłoszono, iż firma będzie odpowiedzialna za produkcję tytułów na konsolę Xbox.
W 2000 r. liczebność studia wynosiła ponad 110 pracowników, w październiku nagrodzone zostało Nagrodą Parents' Choice Award.
Na przełomie 2001/2002 r. firma została przemianowana na Amaze Entertainment (nawiązywała ona do działającej w latach 1990 - 1993 r. Amaze, Inc., której założycielem był Dan Elenbaas), zaś oddział odpowiedzialny za produkcje na komputery osobiste zachował nazwę KnowWonder. W styczniu 2002 r. do Amaze Entertainment dołączył Lindsay Gupton, który objął posadę dyrektora wykonawczego studia KnowWonder, w lutym Adrenium Games zostało nominowane do Game Developers Choice Awards w kategorii "Rookie Studio" przez Międzynarodowe Stowarzyszenie Producentów Gier Komputerowych. W marcu 2002 ogłoszono przejęcie The Fizz Factor.
W kwietniu Amaze weszło na rynek azjatycki, poczynając od Japonii, tworząc nowy oddział Black Ship Games i na to stanowisko powołując Scotta K. Tsumurę - by zapoznać się z potrzebami azjatyckich wydawców i tamtejszej klienteli (wówczas Amaze zatrudniało ok. 220 pracowników); 1 maja 2003 r. KnowWonder wygrało Nagrodę Steviego w kategorii Najlepszy kreatywny zespół w konkursie The American Business Awards.
Od 2005 r. każda produkcja firmy (oraz podległych jej studiów) była sygnowana logiem Amaze. W listopadzie 2006 r. firma została kupiona przez Foundation 9 Entertainment. W związku ze zmianą strategii obranej przez właściciela (zindywidualizowanie należących do niej studiów developerskich i nadanie im autonomii), decyzją F9E w lipcu 2008 r.  Amaze Entertainment zostało podzielone na trzy indywidualne podmioty, tj. Fizz Factor, Griptonite Games (konsole przenośne) i Amaze Entertainment (konsole stacjonarne). Wówczas studio zatrudniało ponad 250 pracowników. W lipcu 2009 r. w ramach restrukturyzacji - zostało włączone do Griptonite Games, w efekcie Amaze Entertainment zniknęło z rynku, zaś Fizz Factor zostało zamknięte Krok ten był uzasadniany "brakiem podstaw do funkcjonowania osobno oddziałów  odpowiedzialnych za produkcje na konsole stacjonarne, i konsole przenośne pod jednym dachem".

## Studia[13]
- KnowWonder – po przemianowaniu firmy-matki na Amaze Entertainment, oddział odpowiedzialny za PC-towe produkcje popularnych marek zachował nazwę; marka wygaszona w 2005 r; na jego czele stał Lindsay Gupton,
- Adrenium Games – założone w grudniu 1999 r. w Kirkland; oddział odpowiedzialny za produkcje next-genowe, tj. na konsole nowej generacji[14][15]; na czele studia stał Michael Waite; marka uległa wygaśnięciu w 2005 r
- Griptonite Games (wcześniej Realtime Associates Seattle Division) – założone przez Steve’a Ettingera w 1994 r, kupione w listopadzie 1999 r. przez KnowWonder; odpowiedzialne za produkcje i porty na konsole przenośne Nintendo; sprzedane w sierpniu 2011 r  Glu Mobile; głową studia był Steven Ettinger
- Black Ship Games – utworzone w kwietniu 2003 r, specjalnie pod rynek azjatycki, na czele stał Scott K. Tsumura, w 2005 r. przestało istnieć, przez okres istnienia wypuściło (prawdopodobnie) zaledwie jeden tytuł, tj. Digimon Rumble Arena 2
- Amaze Entertainment[b] - oddział przejął obowiązki po KnowWonder i Adrenium Games, poszerzając portfolio o tytuły na konsole przenośną Sony; do 2006 r. CEO studia był Lindsay Gupton; po nim funkcję objął Michael Waite; w lipcu 2009 r. zostało skonsolidowane z Griptonite Games
- The Fizz Factor – utworzone z byłych pracowników Human Code, studio ulokowane w Austin, kupione w kwietniu 2002 r; na jego czele stał Rodney Gibbs; przywrócone w lipcu 2008 r jako Fizz Factor, zatrudniało ok. 50 osób; rok w lipcu 2209 zostało zamknięte.

## Wyprodukowane gry[c]
| Tytuł                                               | Rok  | Producent                            | Wydawca                    | Platforma                                           | Uwagi                                        |
| --------------------------------------------------- | ---- | ------------------------------------ | -------------------------- | --------------------------------------------------- | -------------------------------------------- |
| Young Dilbert in Hi-Tech Hijinks                    | 1997 | KnowWonder                           | KnowWonder                 | Microsoft Windows; Macintosh                        |                                              |
| Magic School us: Animals                            | 1999 | KnowWonder                           | Microsoft                  | Microsoft Windows; Macintosh                        |                                              |
| Easy Bake Kitchen                                   | 1999 | KnowWonder                           | Hasbro Interactive         | Microsoft Windows                                   | Alternatywny tytuł: Magic Cookies            |
| American Girl: Your Notebook                        | 1999 | KnowWonder                           | The Learning Company       | Microsoft Windows; Macintosh                        |                                              |
| All-Star Baseball 2001                              | 2000 | Realtime Associates Seattle Division | Acclaim Entertainment      | Game Boy Color                                      | Wydane pod szyldem KnowWonder.               |
| Heroes of Might and Magic                           | 2000 | Realtime Associates Seattle Division | The 3DO Company            | Game Boy Color                                      | Wydane pod szyldem KnowWonder.               |
| Heroes of Might and Magic II                        | 2000 | Realtime Associates Seattle Division | The 3DO Company            | Game Boy Color                                      | Wydane pod szyldem KnowWonder.               |
| Magic School Bus: Bugs                              | 2000 | KnowWonder                           | Microsoft                  | Microsoft Windows; Macintosh                        |                                              |
| Totally Angellica Boredom Buster                    | 2000 | KnowWonder                           | Mattel Interactive         | Microsoft Windows; Macintosh                        |                                              |
| Magic School Bus: Concert                           | 2000 | KnowWonder                           | Microsoft                  | Microsoft Windows; Macintosh                        |                                              |
| Magic School Bus: Lands on Mars                     | 2000 | KnowWonder                           | Microsoft                  | Microsoft Windows; Macintosh                        |                                              |
| Rugrats in Paris: The Movie                         | 2000 | KnowWonder                           | Mattel Interactive         | Microsoft Windows                                   |                                              |
| HotWheels: Slot Car Racing                          | 2000 | KnowWonder                           | Mattel Interactive         | Microsoft Windows                                   |                                              |
| Wild Thornberrys Animal Adventures                  | 2000 | KnowWonder                           | Mattel Interactive         | PlayStation                                         |                                              |
| Magic School Bus: Whales & Dolphins                 | 2001 | KnowWonder                           | Microsoft                  | Microsoft Windows; Macintosh                        |                                              |
| Magic School Bus: Discovers Flight                  | 2001 | KnowWonder                           | Microsoft                  | Microsoft Windows; Macintosh                        |                                              |
| Magic School Bus: Volcano Adventure                 | 2001 | KnowWonder                           | Microsoft                  | Microsoft Windows; Macintosh                        |                                              |
| Azurik: Rise of Perathia                            | 2001 | Adrenium Games                       | THQ                        | Xbox                                                |                                              |
| Power Rangers Time Force                            | 2001 | KnowWonder                           | THQ                        | Microsoft Windows                                   |                                              |
| Clue Finders - The Incredible Toy Story Adventure   | 2001 | KnowWonder                           | The Learning Company       | Microsoft Windows; Macintosh                        |                                              |
| Hot Wheels Williams F1 Team Racer                   | 2001 | KnowWonder                           | THQ                        | Microsoft Windows                                   |                                              |
| Harry Potter i Kamień Filozoficzny                  | 2001 | KnowWonder                           | EA Games                   | Microsoft Windows                                   |                                              |
| Harry Potter i Kamień Filozoficzny                  | 2001 | Griptonite Games                     | EA Games                   | Game Boy Color; Game Boy Advance                    | Wydane pod szyldem KnowWonder.               |
| jako Amaze Entertainment                            |      |                                      |                            |                                                     |                                              |
| Spirit: Stallion of the Cimmaron - Forever Free     | 2002 | The Fizz Factor                      | THQ                        | Microsoft Windows                                   |                                              |
| Daredevil                                           | 2002 | Griptonite Games                     | Encore Software; THQ       | Game Boy Advance                                    |                                              |
| Rugrats Munchin Land                                | 2002 | KnowWonder                           | THQ                        | Microsoft Windows                                   |                                              |
| The Lord of the Rings: The Two Towers               | 2002 | Griptonite Games                     | EA Games                   | Game Boy Advance                                    |                                              |
| Harry Potter i Komnata Tajemnic                     | 2002 | KnowWonder                           | EA Games                   | Microsoft Windows                                   |                                              |
| Harry Potter i Komnata Tajemnic                     | 2002 | Griptonite Games                     | EA Games                   | Game Boy Color                                      |                                              |
| Gdzie jest Nemo?                                    | 2003 | KnowWonder                           | THQ                        | Microsoft Windows; Macintosh                        |                                              |
| Władca Pierścieni: Powrót króla                     | 2003 | Griptonite Games                     | EA Games                   | Game Boy Advance                                    |                                              |
| 007 Everything or Nothing                           | 2003 | Griptonite Games                     | EA Games                   | Game Boy Advance                                    |                                              |
| The Sims Bustin’ Out                                | 2003 | Griptonite Games                     | EA Games                   | Game Boy Advance                                    |                                              |
| The Hobbit                                          | 2003 | The Fizz Factor                      | Sierra Entertainment       | Microsoft Windows                                   |                                              |
| Gdzie jest Nemo: Podwodny plac zabaw                | 2003 | KnowWonder                           | THQ                        | Microsoft Windows                                   |                                              |
| Mój brat niedźwiedź                                 | 2003 | KnowWonder                           | Disney Interactive         | Microsoft Windows                                   |                                              |
| Harry Potter i więzień Azkabanu                     | 2004 | KnowWonder                           | EA Games                   | Microsoft Windows                                   |                                              |
| Harry Potter i więzień Azkabanu                     | 2004 | Griptonite Games                     | EA Games                   | Game Boy Advance                                    |                                              |
| Samurai Jack: The Shadow of Aku                     | 2004 | Adrenium Games                       | Sega                       | PlayStation 2; GameCube; Xbox                       |                                              |
| Digimon Rumble Arena 2                              | 2004 | Black Ship Games                     | Bandai                     | PlayStation 2; GameCube; Xbox                       |                                              |
| Digimon Racing                                      | 2004 | Griptonite Games                     | Bandai                     | Game Boy Advance                                    |                                              |
| Crushed Baseball                                    | 2004 | Griptonite Games                     | Summitsoft Entertainment   | Game Boy Advance                                    |                                              |
| Rybki z ferajny                                     | 2004 | KnowWonder                           | Activision                 | Microsoft Windows                                   |                                              |
| Spider-Man 2: The Game                              | 2004 | The Fizz Factor                      | Activision                 | Microsoft Windows                                   |                                              |
| Lemony Snicket's A Series of Unfortunate Events:    | 2004 | Adrenium Games                       | Activision                 | PlayStation 2; GameCube; Xbox                       |                                              |
| Lemony Snicket's A Series of Unfortunate Events:    | 2004 | KnowWonder                           | Activision                 | Microsoft Windows                                   |                                              |
| Lemony Snicket's A Series of Unfortunate Events:    | 2004 | Griptonite Games                     | Activision                 | Game Boy Advance                                    |                                              |
| The Lord of the Rings – The Third Age               | 2004 | Griptonite Games                     | EA Games                   | Game Boy Advance                                    |                                              |
| The Urbz: Sims in the City                          | 2004 | Griptonite Games                     | EA Games                   | Game Boy Advance; Nintendo DS                       |                                              |
| The Lord of the Rings: Tactics                      | 2005 | Adrenium Games                       | EA Games                   | Playstation Portable                                |                                              |
| Lego Star Wars: The Video Game                      | 2005 | Griptonite Games                     | Eidos Interactive          | Nintendo DS; Game Boy Advance                       |                                              |
| Robots                                              | 2005 | Griptonite Games                     | Sierra Entertainment       | Nintendo DS; Game Boy Advance                       |                                              |
| Star Wars: Revenge of the Sith                      | 2005 | Griptonite Games                     | Jakks Pacific              | Plug and play                                       |                                              |
| The Sims 2                                          | 2005 | Griptonite Games                     | EA Games                   | Nintendo DS; Game Boy Advance; PlayStation Portable | Tytuł wydany pod szyldem Amaze Entertainment |
| Narnia                                              | 2005 | Griptonite Games                     | Buena Vista Games          | Game Boy Advance                                    | Tytuł wydany pod szyldem Amaze Entertainment |
| Shrek: Superslam                                    | 2005 | Griptonite Games                     | Activision                 | Nintendo DS; Game Boy Advance                       | Tytuł wydany pod szyldem Amaze Entertainment |
| Spyro: Shadow Legacy                                | 2005 | The Fizz Factor                      | Sierra Entertainment       | Nintendo DS                                         | Tytuł wydany pod szyldem Amaze Entertainment |
| Lego Star Wars II: The Original Trilogy             | 2006 | Griptonite Games                     | LucasArts; Jakks Pacific   | Game Boy Advance; Plug and play; Nintendo DS        | Tytuł wydany pod szyldem Amaze Entertainment |
| Ice Age 2                                           | 2006 | Griptonite Games                     | Sierra Entertainment       | Nintendo DS; Game Boy Advance                       | Tytuł wydany pod szyldem Amaze Entertainment |
| Marvel X-Men (X-Men: Mutant Reign)                  | 2006 | Griptonite Games                     | Jakks Pacific              | Plug and play                                       | Tytuł wydany pod szyldem Amaze Entertainment |
| Pirates of the Caribbean: Dead Man's Chest          | 2006 | Griptonite Games                     | Buena Vista Games          | Nintendo DS; Game Boy Advance                       | Tytuł wydany pod szyldem Amaze Entertainment |
| Pirates of the Caribbean: Dead Man's Chest          | 2006 | Amaze Entertainment                  | Buena Vista Games          | PlayStation Portable                                |                                              |
| Eragon                                              | 2006 | Amaze Entertainment                  | Sierra Entertainment       | PlayStation Portable                                |                                              |
| Eragon                                              | 2006 | Griptonite Games                     | Sierra Entertainment       | Nintendo DS; Game Boy Advance                       | Tytuł wydany pod szyldem Amaze Entertainment |
| Over the Hedge: Hammy Goes Nuts!                    | 2006 | Amaze Entertainment                  | Activision                 | PlayStation Portable                                |                                              |
| Over the Hedge: Hammy Goes Nuts!                    | 2006 | The Fizz Factor                      | Activision                 | Nintendo DS                                         | Tytuł wydany pod szyldem Amaze Entertainment |
| X-Men: The Official Game                            | 2006 | The Fizz Factor                      | Activision                 | Nintendo DS                                         | Tytuł wydany pod szyldem Amaze Entertainment |
| The Legend of Spyro: A New Beginning                | 2006 | The Fizz Factor                      | Sierra Entertainment       | Nintendo DS                                         | Tytuł wydany pod szyldem Amaze Entertainment |
| Bionicle Heroes                                     | 2006 | Griptonite Games                     | Eidos Interactive          | Nintendo DS; Game Boy Advance                       | Tytuł wydany pod szyldem Amaze Entertainment |
| Call of Duty: Roads to Victory                      | 2007 | Amaze Entertainment                  | Activision                 | PlayStation Portable                                |                                              |
| Shrek the Third                                     | 2007 | Amaze Entertainment                  | Activision                 | PlayStation Portable                                |                                              |
| WWE Smackdown vs. Raw 2008                          | 2007 | The Fizz Factor                      | THQ                        | Nintendo DS                                         | Tytuł wydany pod szyldem Amaze Entertainment |
| Pirates of the Caribbean: At World’s End            | 2007 | Griptonite Games                     | Disney Interactive Studios | Nintendo DS                                         | Tytuł wydany pod szyldem Amaze Entertainment |
| Disney Friends                                      | 2007 | Griptonite Games                     | Disney Interactive Studios | Nintendo DS                                         | Tytuł wydany pod szyldem Amaze Entertainment |
| Crash of the Titans                                 | 2007 | Griptonite Games                     | Sierra Entertainment       | Nintendo DS; Game Boy Advance                       | Tytuł wydany pod szyldem Amaze Entertainment |
| The Legend of Spyro: The Eternal Night              | 2007 | Griptonite Games                     | Sierra Entertainment       | Game Boy Advance                                    | Tytuł wydany pod szyldem Amaze Entertainment |
| The Simpsons Game                                   | 2007 | Griptonite Games                     | Electronic Arts            | Nintendo DS                                         | Tytuł wydany pod szyldem Amaze Entertainment |
| Spider-Man: Web of Shadows                          | 2008 | Griptonite Games                     | Activision                 | Nintendo DS                                         |                                              |
| Spider-Man: Web of Shadows - Amazing Allies Edition | 2008 | Amaze Entertainment                  | Activision                 | PlayStation 2; PlayStation Portable                 |                                              |
| The Incredible Hulk                                 | 2008 | Fizz Factor                          | Sega                       | Nintendo DS                                         |                                              |
| The Tale of Despereaux                              | 2008 | Fizz Factor                          | Brash Entertainment        | Nintendo DS                                         |                                              |
| Looney Tunes: Cartoon Conductor                     | 2008 | Griptonite Games                     | Eidos Interactive          | Nintendo DS                                         |                                              |
| Chimps Ahoy!                                        | 2008 | Griptonite Games                     | Griptonite Games           | IPhone; IPod touch                                  |                                              |
| Super Breakout                                      | 2008 | Griptonite Games                     | Atari                      | IPhone; IPod touch                                  |                                              |
| Missile Command                                     | 2008 | Griptonite Games                     | Atari                      | IPhone; IPod touch                                  |                                              |
| Centipede                                           | 2008 | Griptonite Games                     | Atari                      | IPhone; IPod touch                                  |                                              |
| High School Musical 3: Senior Year                  | 2008 | Griptonite Games                     | Disney Interactive Studios | Nintendo DS                                         |                                              |
| Spore Creatures                                     | 2008 | Griptonite Games                     | Electronic Arts            | Nintendo DS                                         |                                              |
| Mystery Case Files: Millionheir                     | 2008 | Griptonite Games                     | Nintendo                   | Nintendo DS                                         | we współpracy z Big Fish Games               |
| Ben Stein: It’s Trivial                             | 2008 | Griptonite Games                     | Foundation 9 Entertainment | iPhone; iPod Touch                                  |                                              |
| Age of Empires: Mythologies                         | 2008 | Griptonite Games                     | THQ                        | Nintendo DS                                         |                                              |
| Chimps Ahoy! Spooked!                               | 2008 | Griptonite Games                     | Foundation 9 Entertainment | iPhone; iPod Touch                                  |                                              |
| Neopets Puzzle Adventure                            | 2008 | Griptonite Games                     | Capcom                     | Nintendo DS                                         |                                              |
| Madagascar: Escape 2 Africa                         | 2008 | Griptonite Games                     | Activision                 | Nintendo DS                                         |                                              |
| Monsters vs. Aliens                                 | 2009 | Griptonite Games                     | Activision                 | Nintendo DS                                         |                                              |
| X-Men: Origins: Wolverine                           | 2009 | Griptonite Games                     | Activision                 | Nintendo DS                                         |                                              |
| Amaze Entertainment                                 | 2009 | PlayStation 2; Wii                   | Activision                 |                                                     |                                              |
| Amaze Entertainment                                 | 2009 | Indiana Jones and the Staff of Kings | LucasArts                  | PlayStation Portable                                |                                              |
| Reiner Knizia’s Poison                              | 2009 | Griptonite Games                     | Griptonite Games           | iOS, iPod touch                                     |                                              |
| Atari Football                                      | 2009 | Griptonite Games                     | Atari                      | iOS                                                 |                                              |
| Spongebob vs. The Big One: Beach Party Cook Off     | 2009 | Fizz Factor                          | THQ                        | Nintendo DS                                         |                                              |
| Night at the Museum: Battle of the Smithsonian      | 2009 | Fizz Factor                          | Majesco Entertainment      | Nintendo DS                                         |                                              |
| Charm Girls Club: My Perfect Prom                   | 2009 | Fizz Factor                          | Electronic Arts            | Nintendo DS                                         |                                              |